# Municipio de Cosío
El municipio de Cosío se localiza al norte del estado de Aguascalientes, México, en las coordenadas 10000418' longitud oeste y 22°22′ latitud norte, a una altitud de 2.000 metros sobre el nivel del mar. Limita al norte con el estado de Zacatecas, al sur con el municipio de Rincón de Romos, y tanto al oriente como al poniente con el estado de Zacatecas y el municipio de Rincón de Romos. Se divide en 39 localidades, de las cuales la más importante es la cabecera municipal. Cosío cuenta con una superficie de 128.90 kilómetros cuadrados, representando el 2.31% del territorio del estado. Cosío se encuentra en la parte suroeste lo cual pertenece a la provincia de la Sierra Madre Occidental, zona montañosa; el resto a la provincia de la Mesa Central, que presenta zona semiplana y se localiza al centro, y la zona plana se encuentra al este y sureste del municipio.
Las comunidades que tiene Cosío son: Guadalupito, El Durazno, El Salero, Refugio de Providencia, Refugio de Agua Zarca, La Punta, La Esperanza, Santa María de la Paz, Soledad de Abajo, Soledad de Arriba y Zacatequillas.

## Geografía

### Carreteras principales
- Carretera Federal 45
- Carretera Federal 45D
- Carretera Estatal 25
- Carretera Estatal 26
- Carretera Estatal 39
- Carretera Estatal 50
- Carretera Estatal 62
- Carretera Estatal 64
- Carretera Estatal 147

### Municipios adyacentes
- Municipio de Cuauhtémoc, Zacatecas – noreste
- Municipio de Rincón de Romos – sur
- Municipio de Luis Moya, Zacatecas – noroeste

## Clima
El municipio de Cosío, en general, tiene un clima templado estepario con verano cálido, una temperatura media anual de 15 °C, registrándose la más alta entre los meses de mayo y agosto, y la más baja entre diciembre, enero y febrero. La precipitación pluvial media anual es de 515 milímetros. Al año las heladas son de 20 a 40 días. Los vientos dominantes son alisios con dirección noreste-sureste durante el verano y parte del otoño.

## Evolución demográfica

### Población
La población del municipio de Cosío en el 2011 fue de 15,373 habitantes. La población total del municipio representa el 1.33% de la del estado.

### Religión
Al año 2000, de acuerdo al citado censo efectuado por el Inegi, la población de 5 años y más que es católica asciende a 10,395 habitantes, mientras que los no católicos en el mismo rango de edades suman 417 personas.

### Localidades
| Código INEGI      | Localidad                 | Población (2020) |
| ----------------- | ------------------------- | ---------------- |
| 010040001         | Cosío                     | 5 870            |
| 010040026         | La Punta                  | 2 607            |
| 010040025         | El Refugio de Providencia | 1 578            |
| 010040030         | El Salero                 | 1 540            |
| 010040032         | Santa María de la Paz     | 1 096            |
| Otras localidades | Otras localidades         | 4 310            |
| Total municipal   | Total municipal           | 17 000           |

## Principales sectores, productos y servicios

### Agricultura
Los productos perennes son la vid y la alfalfa; en primavera-verano el maíz, fríjol, chile, papa, brócoli, chícharo y sorgo; en otoño e invierno: ajo, avena y alpiste. La mayor parte de la agricultura es de riego.

### Ganadería
Se cuenta principalmente con ganado criollo, charolais, cebú y lechero de calidad.

### Industria
Esta actividad es escasa, existiendo pequeñas plantas y talleres industriales, maquiladora de guantes, fábrica de ropa para niños y talleres de balconería. Otra actividad industrial de menor importancia es la extracción de minerales.

### Comercio
El municipio cuenta con establecimientos comerciales, tiendas de abarrotes, carnicerías y panaderías.

### Servicios
Se ofrecen los servicios postal, telegráfico, telefónico,y medios de transporte como taxis y autobuses.

### Pesca
Puede practicarse la pesca en la presa Natillas, que cuenta principalmente con las especies de lobina, tilapia y mojarra.

## Política

### Presidentes municipales
| Presidente municipal | Presidente municipal            | Periodo     | Partido | Elección |
| -------------------- | ------------------------------- | ----------- | ------- | -------- |
|                      | José Refugio Cardona Jr.        | 1939 – 1940 | —       | 1938     |
|                      | Rafael Campos                   | 1941 – 1942 | —       | 1940     |
|                      | Gregorio Hernández              | 1943 – 1944 |         | 1942     |
|                      | Anselmo Ocon                    | 1945 – 1947 |         | 1944     |
|                      | José Rodríguez Mata             | 1948 – 1950 |         | 1947     |
|                      | José Jesús Cortés Martínez      | 1951 – 1953 |         | 1950     |
|                      | José Guadalupe Cardona Aguilar  | 1954 – 1956 |         | 1953     |
|                      | Aurelio Chávez Torres           | 1957 – 1959 |         | 1956     |
|                      | Manuel Lariz Encina             | 1960 – 1962 |         | 1959     |
|                      | Perfecto Cervantes López        | 1963 – 1965 |         | 1962     |
|                      | Benito Reyes Lezama             | 1966 – 1968 |         | 1965     |
|                      | Manuel Hernández Aguilar        | 1969 – 1971 |         | 1968     |
|                      | Luis Tristán Ávila              | 1972 – 1974 |         | 1971     |
|                      | Martín Hernández Aguilar        | 1975 – 1977 |         | 1974     |
|                      | José Guadalupe Tristán Ávila    | 1978 – 1980 |         | 1977     |
|                      | Antonio Murillo Adame           | 1981 – 1983 |         | 1980     |
|                      | Rodolfo Cardona Galván          | 1984 – 1986 |         | 1983     |
|                      | Antonio Cortez Martínez         | 1987 – 1989 |         | 1986     |
|                      | Roberto Rodríguez González      | 1990 – 1992 |         | 1989     |
|                      | José Guadalupe Tristán Ávila    | 1993 – 1995 |         | 1992     |
|                      | Magdaleno Cervantes Martínez    | 1996 – 1998 |         | 1995     |
|                      | Pablo Cortés de la Cruz         | 1999 – 2001 |         | 1998     |
|                      | Arnulfo Cervantes Adame         | 2002 – 2004 |         | 2001     |
|                      | Lamberto Adame Ocón             | 2005 – 2007 |         | 2004     |
|                      | Andrés de Santiago de Luna      | 2008 – 2010 |         | 2007     |
|                      | Pablo Cortés de la Cruz         | 2011 – 2013 |         | 2010     |
|                      | Gustavo Padilla Adame           | 2014 – 2016 |         | 2013     |
|                      | Juan Manuel Villalpando Adame   | 2017 – 2019 |         | 2016     |
|                      | Eusebio Enrique Delgado Esparza | 2019 – 2021 |         | 2019     |
| 2021 – 2024          | Eusebio Enrique Delgado Esparza | 2021        |         |          |

## Distancias
- Aguascalientes 55 km.
- Asientos 43 km.
- Calvillo 107 km.
- Jesús María 49 km.
- Rincón de Romos 15 km.